# Kit Hung
Kit Hung, de son vrai nom Hóng Róngjié (洪榮杰), né en 1977, est un réalisateur, scénariste et producteur indépendant hongkongais. Son œuvre est marquée par des thèmes LGBT et son film Soundless Wind Chime est semi-autobiographique

## Filmographie
- 1999 : In My Space of Loneliness (court métrage)
- 2000 : Invisible People (moyen métrage)
- 2001 : I Am Not What You Want (moyen métrage)
- 2003 : Buffering (moyen métrage)
- 2009 : Soundless Wind Chime